# Wyspa Spichrzów
Wyspa Spichrzów (tedesco: Speicherinsel; Casciubo: Spichrze; italiano: Isola dei granai) è un isolotto all'interno della città di Danzica, nel distretto cittadino di Śródmieście, bagnata a nord dalle acque della Martwa Wisła a ovest dalle acque della Motława e a este dalle acque del canale Nowy Motława.

## Storia
L'isola è stata creata nel 1576, in seguito allo scavo del letto del canale Nowy Motława che collega ancora oggi il fiume Motława con il porto di Danzica.
L'isola in cui nome in polacco significa isola dei granai deve il suo nome alla presenza dei granai della città di Danzica, i primi dei quali realizzati intorno al 1330. I granai erano grandi e spaziosi magazzini, con molti piani, costruiti in legno, mattoni, argilla, pietre, sulle rive dei fiumi ed avevano ponti di legno per caricare o scaricare le merci.
Nel 1540, durante l'alluvione, il territorio venne completamente allagato e rimase sott'acqua per due settimane.
Il canale, che ha creato l'isola, oltre a collegare il fiume Motława con il porto di Danzica ha reso più facile la protezione dei granai dai frequenti saccheggi. Nell'isola venne imposto il divieto totale di permanenza notturna, inoltre di notte a protezione dei granai vennero messi dei cani da guardia e il saccheggio dei granai veniva punito con la pena di morte.
Nel corso della seconda guerra mondiale, l'isola fu quasi completamente distrutta durante i combattimenti del 1945 tra la Wehrmacht e l'Armata Rossa. La parte meridionale dell'isola, dove una volta venivano immagazzinati i prodotti infiammabili, è stata tagliata fuori dalla parte principale dell'isola attraverso un canale creato artificialmente. Nel centro dell'isola è stato costruito un complesso residenziale con edifici residenziali in stile antico.